# Arcella constricta
Arcella constricta is een soort in de taxonomische indeling van de Amoebozoa. Deze micro-organismen hebben geen vaste vorm en hebben schijnvoetjes. Met deze schijnvoetjes kunnen ze voortbewegen en zich voeden. Het organisme komt uit het geslacht Arcella en behoort tot de familie Arcellidae. Arcella constricta werd in 1929 ontdekt door Deflandre.